# Amico friulano del Dosso
L' Amico friulano del Dosso (fl. XVI secolo) è stato un pittore italiano anonimo, attivo in Italia del nord tra il 1510 e il 1540.

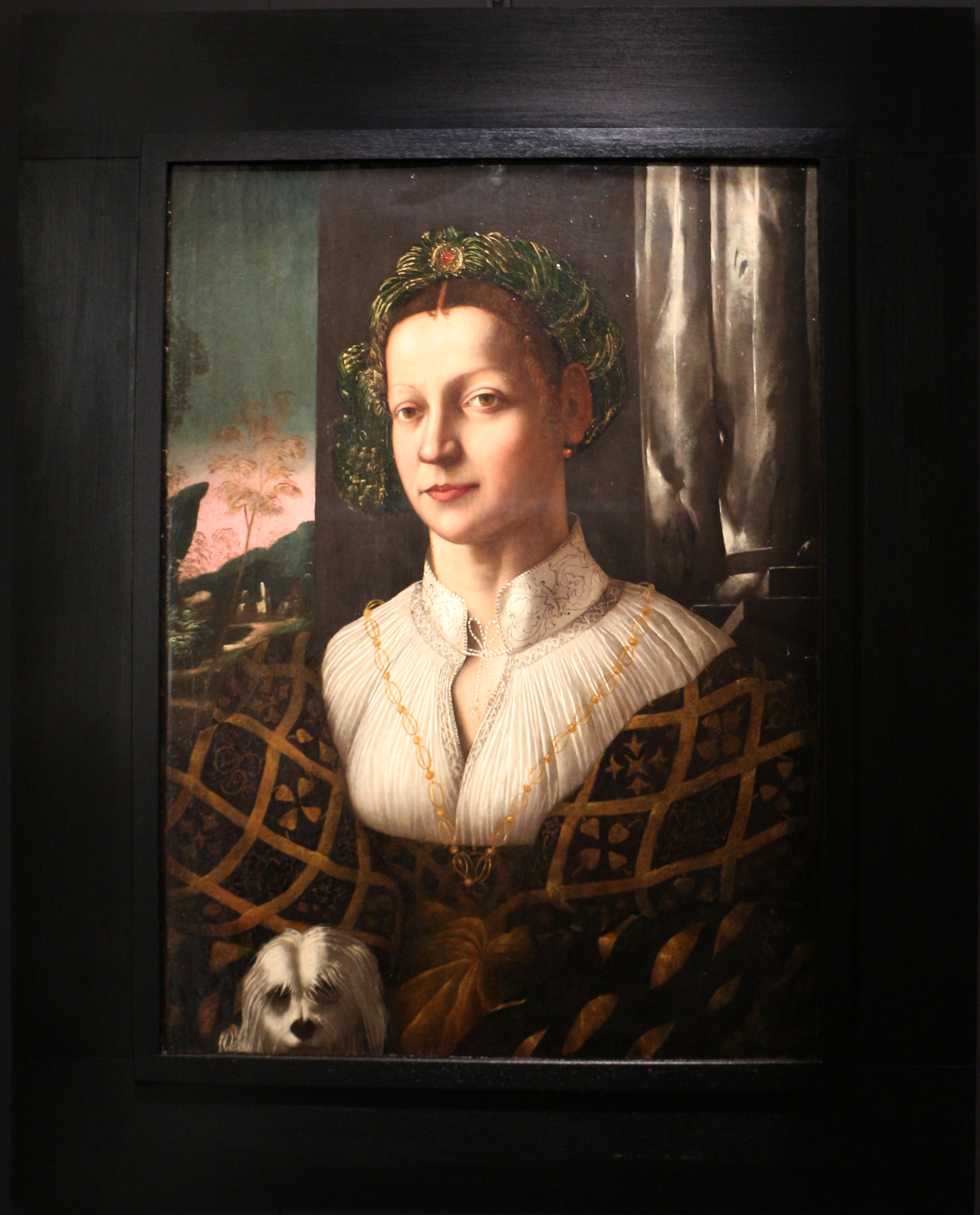
Amico friulano del Dosso, Ritratto di dama con cagnolino, collezione privata

Si tratta di una personalità ricostruita da Roberto Longhi (1960), che radunò sotto questo insolito appellativo una serie di ritratti a metà strada tra il gusto ferrarese di Dosso Dossi e la cultura veneto-friulana del Pordenone. Sebbene il gruppo dei ritratti sia abbastanza omogeneo e per lo più con lo stesso taglio di tre quarti (uno agli Uffizi), più difficile è l'accostamento di opere religiose, che oggi, rispetto al primo studio di Longhi, sono talvolta riferite ad altri. Federico Zeri lo identificava con Girolamo Marchesi da Cotignola.